# Francheville (Eure)
Francheville ist eine Ortschaft und eine ehemalige französische Gemeinde mit 1.147 Einwohnern (Stand 1. Januar 2022) im Süden des Départements Eure in der Region Normandie. Die Gemeinde gehörte zum Arrondissement Évreux und zum Kanton Breteuil.
Mit Wirkung vom 1. Januar 2017 wurden die früheren Gemeinden Francheville und Verneuil-sur-Avre zur Commune nouvelle mit dem Namen Verneuil d’Avre et d’Iton zusammengelegt und haben in der neuen Gemeinde den Status einer Commune déléguée inne. Der Verwaltungssitz befindet sich im Ort Verneuil-sur-Avre.

## Geografie
Francheville liegt etwa 34 Kilometer südsüdwestlich von Évreux. Der Iton fließt durch das vormalige Gemeindegebiet. Umgeben wurde die Gemeinde Francheville von den Ortschaften Bémécourt im Norden, La Guéroulde im Nordosten, Cintray im Osten, Verneuil-sur-Avre im Südosten, Mandres im Süden, Bourth im Westen und Südwesten sowie Chéronvilliers im Westen.

## Bevölkerungsentwicklung
| Jahr      | 1793  | 1846  | 1881  | 1936  | 1962 | 1968 | 1975 | 1982 | 1990 | 1999  | 2006  | 2017  |
| --------- | ----- | ----- | ----- | ----- | ---- | ---- | ---- | ---- | ---- | ----- | ----- | ----- |
| Einwohner | 1.494 | 1.789 | 1.685 | 1.038 | 984  | 868  | 826  | 836  | 947  | 1.151 | 1.223 | 1.285 |

## Kultur und Sehenswürdigkeiten
- Kirche Saint-Martin
- Kapelle Malicorne
- Schmiedekunstmuseum
- Hippodrom